# Bill Hunter
Pour les articles homonymes, voir Hunter.
Bill Hunter, né le 27 février 1940 à Ballarat, et mort le 21 mai 2011 à Melbourne, est un acteur australien.

## Biographie
Il commença à la télévision australienne dans les années 1960, et devint un interprète prolifique à la télévision et dans des longs métrages, dans lesquels il joua souvent les hommes forts, robustes, autoritaires, l’archétype de l’australien brusque au cœur tendre.
Ses rôles les plus notables se trouvent dans des films comme Gallipoli (1981), Ballroom Dancing (1992), Muriel (1994) et Priscilla, folle du désert (1994). Il a également donné sa voix pour doubler le dentiste dans la version originale du Monde de Nemo.
Il meurt le 21 mai 2011 à Melbourne, d'un cancer du foie.

## Filmographie partielle
- 1970 : Ned Kelly de Tony Richardson : Officier
- 1976 : Newsfront de Phillip Noyce : Len Maguire
- 1977 : Backroads (en) de Phillip Noyce : Jack
- 1981 : Gallipoli de Peter Weir : Major Barton
- 1982 : Heatwave (en) de Phillip Noyce : Robert Duncan
- 1983 : The Return of Captain Invincible de Philippe Mora
- 1984 : The Hit de Stephen Frears : Harry
- 1985 : Rebel (en) de Michael Jenkins : Browning
- 1986 : Death of a Soldier de Philippe Mora
- 1990 : Call me Mr. Brown de Scott Hicks : McNeill
- 1991 : Ballroom Dancing de Baz Luhrmann : Barry Fife
- 1992 : Deadly de Esben Storm : Vernon Giles
- 1993 : Broken Highway de Laurie McInnes
- 1994 : Priscilla, folle du désert de Stephan Elliott : Bob
- 1994 : Muriel de P. J. Hogan : Bill Helsop
- 1996 : Race the Sun de Charles T. Kanganis : Hawkes
- 2000 : USS Charleston, dernière chance pour l'humanité de Russell Mulcahy : Premier ministre Seaton
- 2003 : Kangourou Jack de David McNally : Blue
- 2003 : Le Monde de Nemo de Andrew Stanton : le dentiste (voix)
- 2008 : Australia de Baz Luhrmann
- 2011 : Red Dog de Kriv Stenders : lui-même (caméo)